# سامسونگ اس‌جی‌اچ-ایکس۴۵۰
سامسونگ اس‌جی‌اچ-ایکس۴۵۰ یک‌نمونه از گوشی‌های تلفن همراه سری X شرکت سامسونگ می باشد که توسط همین شرکت به بازار عرضه شده‌است.